# Lux-Development
Lux-Development S.A., besser bekannt als LuxDev, ist die Agentur, die die Entwicklungszusammenarbeit der Luxemburger Regierung umsetzt.
Sie wurde 1978 gegründet um kleine und mittlere Unternehmen in Luxemburg zu fördern. Erst seit 1992 ist sie auf Entwicklungszusammenarbeit ausgerichtet. Heute ist die Agentur eine Aktiengesellschaft (Société anonyme), deren einzige Aktionäre der Luxemburger Staat (98 %) und die staatliche Bank Société nationale de crédit et d'investissement (2 %) sind.
LuxDev hat ihren Sitz in der Stadt Luxemburg, unterhält aber auch regionale Außenstellen in Priština (Kosovo), Dakar (Senegal), Praia (Kap Verde), Ouagadougou (Burkina Faso), Bamako (Mali), Kigali (Ruanda), Cotonou (Benin), Vientiane (Laos), und San Jose (Costa Rica). 

## Mission
LuxDev handhabt fast alle Ressourcen, die die Regierung der bilateralen Entwicklungszusammenarbeit zuweist. Die Agentur kann aber auch Programme ausführen, die von anderen bilateralen Gebern oder der Europäischen Kommission finanziert werden.

## Arbeitsgebiete
LuxDev kümmert sich um Projekte und Programme in: Landwirtschaft, Forstwirtschaft und Fischerei, Digitalisierung und IKT, Bildung, Berufsbildung und Beschäftigung, Umwelt und Klimawandel, Regierungsführung, Gesundheit, Integrative und Innovative Finanzierung, sozioökonomische Entwicklung sowie Wasser und Abwasserentsorgung.
Die Programme konzentrieren sich auf Burkina Faso, Kap Verde, Laos, Mali, Senegal, Mongolei, Rwanda, El Salvador, Costa Rica, Vietnam, Benin, Kosovo, Demokratische Republik Kongo, Togo, Cambodia und Ukraine.

## Zahlen
2024 betreute LuxDev 89 Projekte und Programme und gab eine Gesamtsumme von 144.364.226 Euro aus.